# Predigerkirche (Erfurt)

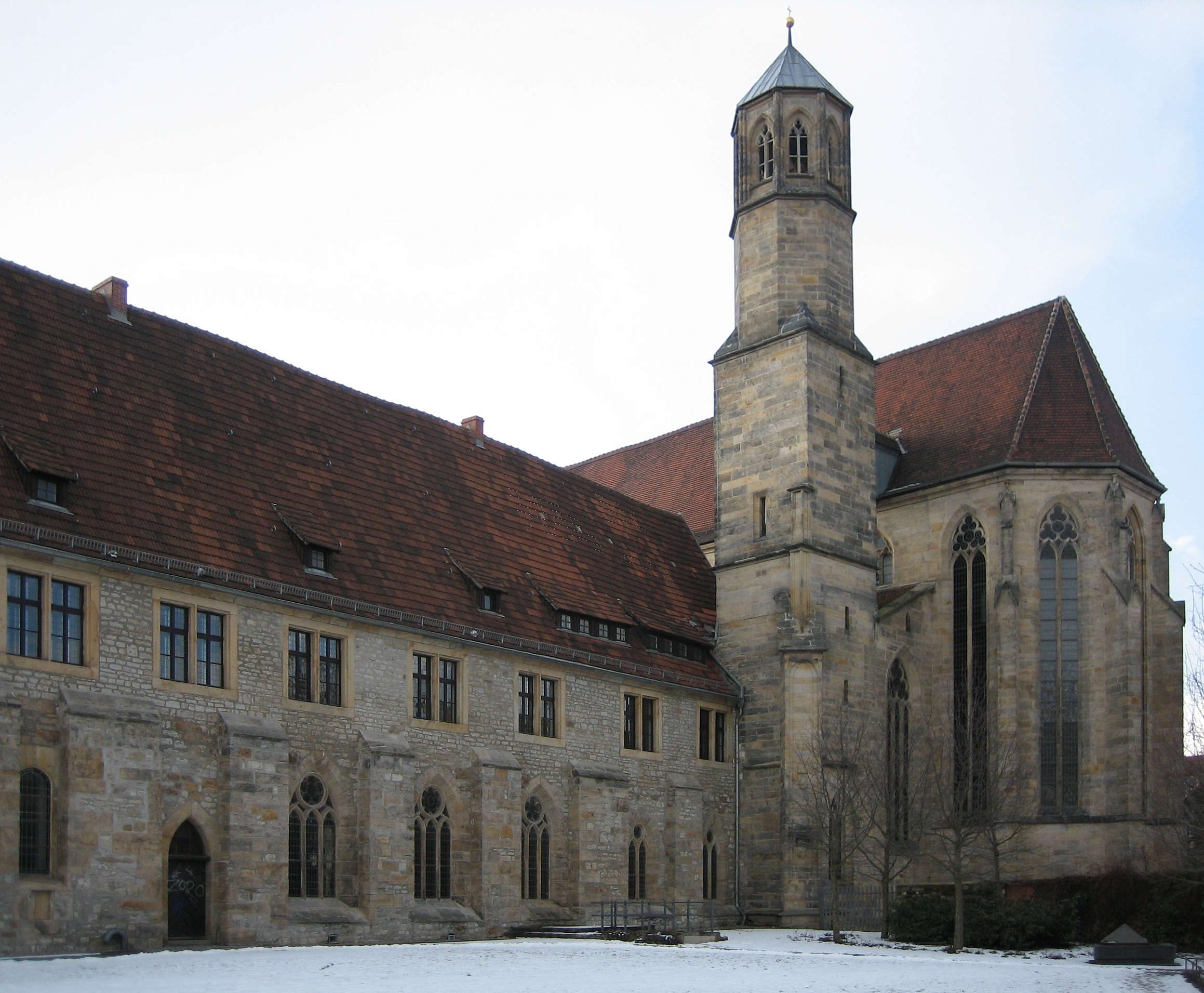
Predigerkirche von Südosten

Die Predigerkirche ist eine ursprünglich im 13. Jahrhundert erbaute, heute evangelische Kirche im Stadtzentrum der thüringischen Landeshauptstadt Erfurt.

## Lage
Die Predigerkirche befindet sich im heutigen Zentrum der Erfurter Altstadt am Ufer der Gera. In der Entstehungszeit im frühen 13. Jahrhundert war der Bauplatz der Kirche im Besitz des Vitzthums von Rustenberg, eines aus dem Eichsfeld stammenden erzbischöflichen Verwaltungsbeamten. Die Zustimmung zum Bau der Kirche durch Erzbischof Siegfried II. von Mainz galt einer Parzelle, die sich nahe der bereits bestehenden Erfurter Paulskirche befand.

## Geschichte

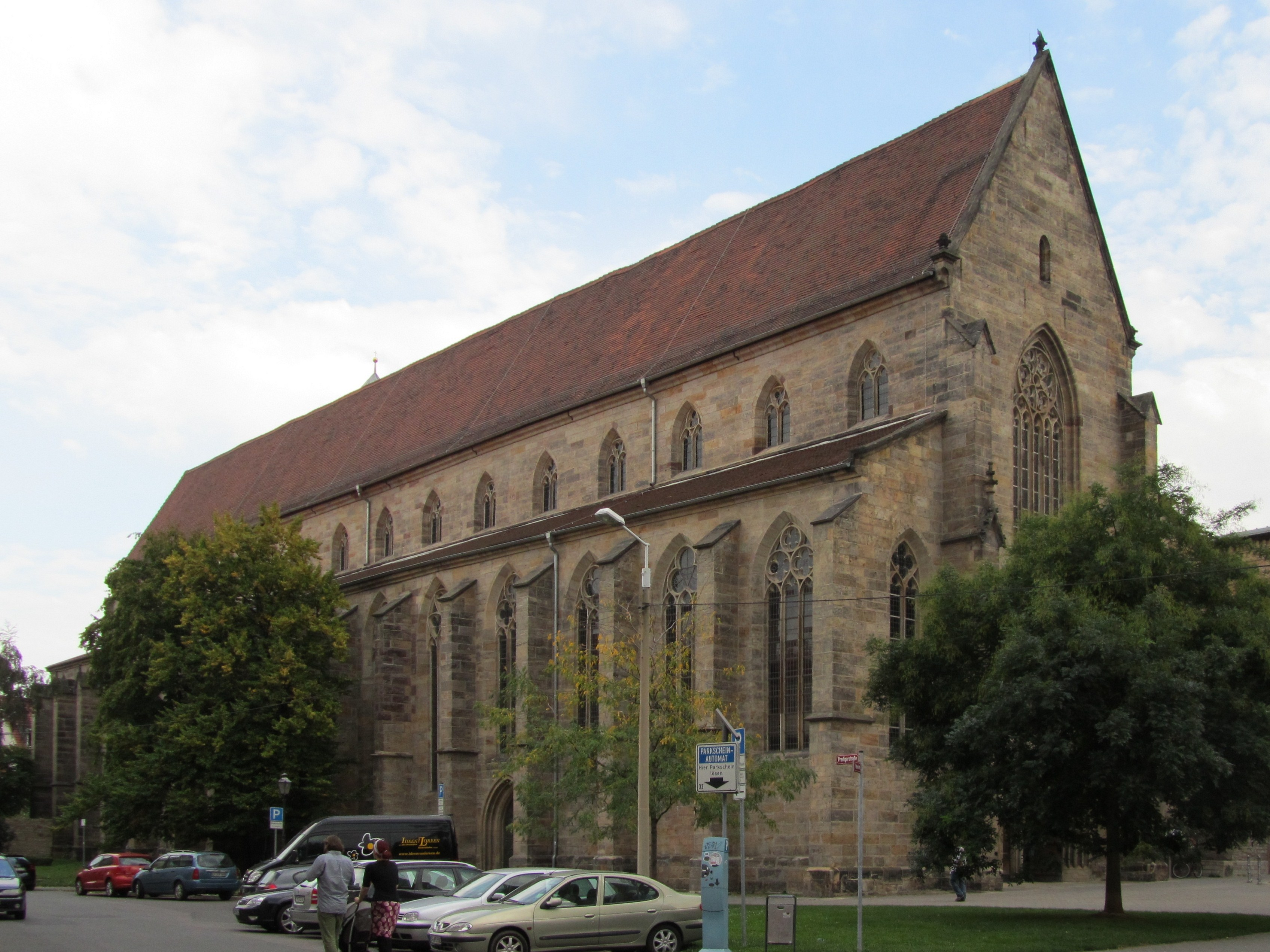
Ansicht von Nordwesten

Der erste Beleg von Predigerbrüdern in der Stadt Erfurt stammt von 1229. Es waren vier hochgebildete Mönche des Pariser Konventes, die den Weg nach Erfurt wählten, um die neuen Ideen des Dominicus de Guzman zu verbreiten und die sozialen Nöte der Stadtbevölkerung zu lindern. Bis zur provisorischen Fertigstellung ihrer Kirche predigten die Mönche auf den öffentlichen Plätzen und in Kirchen der Stadt. Die Mönche besaßen vom Papst verbriefte Rechte, die ihnen auch das Hören der Beichte, das Erteilen von Ablässen und Bestatten Verstorbener erlaubten, bisher die mit Einkünften versehenen Dienste der Pfarrgeistlichkeit. Die Dominikaner erwarben so großen Einfluss in der Stadtbevölkerung und beim Adel.
Die ersten Klostergebäude (Oratorium und Coenobium/Cenobium) wurden 1230 von Erzbischof Siegfried II. von Mainz für die Dominikaner geweiht. Die Weihe einer ersten Kirche durch Bischof Engelhard von Naumburg datiert aus dem Jahr 1238. Der Name der Predigerkirche leitet sich aus der Bezeichnung der Dominikaner als Predigerbrüder (Ordo fratrum Praedicatorum) ab.
Der heutige Chorbau der Predigerkirche wurde 1272–73 überdacht, was aus einer dendrochronologischen Datierung des heute noch existierenden originalen Dachstuhls (der damit eine der ältesten Dachstuhlkonstruktionen in Deutschland ist) hervorgeht.
Kirche und Predigerkloster waren die Wirkungsstätte des bedeutendsten deutschen Mystikers, Meister Eckhart, welcher wahrscheinlich 1274 mit etwa 14 Jahren als Novize in das Kloster aufgenommen wurde, später Prior des Erfurter Klosters und 1303–1311 Provinzial mit Erfurter Amtssitz der Ordensprovinz Saxonia war.
Die ursprüngliche Kirche wurde 1340–50 abgerissen und der Bau des Langhauses in harmonischer Fortsetzung des bestehenden Chorbaues begonnen (Fertigstellung der Westfassade 1370–80, Einwölbung mit Kreuzrippengewölben bis 1445). Dieser langgestreckte, trotz der extrem langen Bauzeit im Stil einheitliche „edle gotische Bau“ gilt als Höhepunkt des Bettelordensstils. Der recht unscheinbare Glockenturm wurde zwischen 1447 und 1488 errichtet. Eine Besonderheit stellt der (begehbare) Lettner aus der Mitte des 15. Jahrhunderts dar; die alten Chorschranken dahinter, d. h. zwischen Chor und Lettner und auch zwischen Chor und Seitenschiffen, stammen aus der Zeit um 1275.
Der gotische Flügelaltar stammt von etwa 1492. Linhart Könbergk aus dem benachbarten Pauls-Viertel schuf den Schnitzaltar für die gegenüber gelegene Paulskirche. Nach der Reformation wurde dieser in die Predigerkirche gebracht. Der Mittelschrein zeigt eine Beweinung Christi, die in nachreformatorischer Zeit anstelle einer Marienkrönung eingepasst wurde, umgeben von den Aposteln Petrus und Paulus. Die Flügel zeigen Szenen zur Geburt Christi, Anbetung durch die Weisen aus dem Morgenland, Auferstehung Christi und die Ausgießung des Heiligen Geistes.
Die Sonntagsseite zeigt in acht Bildern das Abendmahl, den Garten Getsemani, die Geißelung, Verspottung, Kreuzabnahme, Grablegung und Himmelfahrt Christi sowie die Himmelfahrt Mariens.
Auf der Werktagsseite des fünfteiligen Wandelaltars sieht man Bilder der Apostel Petrus und Paulus. Auf dem Mittelschrein fand man bei Restaurierungsarbeiten eine Signatur des Erfurter Schnitzmeisters.
Das Jahr 1521 markiert einen Wendepunkt in der Geschichte der Kirche. Magister Georg Forchheim hielt vor der Gemeinde die erste evangelische Predigt. Die in der Folge als Reformation bezeichneten religiösen und sozialen Umbrüche führten auch in der Aufteilung der Erfurter Pfarreien zu neuen Gemeindegrenzen, da nicht alle Gläubigen bereit waren, der neuen Lehre zu folgen. Von den fünfzehn auch kunsthandwerklich sicher bedeutenden Altären der Predigerkirche trennte man sich, um die Erinnerung an den katholischen Bildgehalt und die „Alte Lehre“ zu verdrängen. Auch der Rat der Stadt Erfurt setzte auf die „Neue Lehre“ und bestimmte die Predigerkirche im Jahr 1559 zur Hauptkirche des Rates, in der auch alle beim jährlichen Ratswechsel eingeforderten Zeremonien mit einem feierlichen Gottesdienst verbunden waren. Ein vermögender Ratsmeister übernahm die Kosten für die 1574 erneuerte „Ausmalung“ des Kirchenschiffs und der Innenräume. Das angrenzende Kloster blieb noch bis 1588 im Besitz des Dominikanerordens. Das dann an den Stadtrat veräußerte Kloster wurde als profane Bildungsstätte genutzt, setzte aber die Tradition der Erfurter Klosterschulen als Vorläufer einer städtisch-bürgerlichen Universität fort.
Offenbar hatten die Erfurter Dominikaner im frühen 17. Jahrhundert ein verstärktes Interesse an der Rückerlangung ihrer einstigen Klostergebäude und versuchten vergeblich den Rat zu einer Entscheidung zu drängen. Während des Dreißigjährigen Kriegs (1618–1648) wurde Erfurt mit dem Cyriaksberg 1631 durch Unionstruppen von Gustav Adolf II. von Schweden besetzt. Der Schwedenkönig nutzte während seiner Anwesenheit in Erfurt die Kirche als Hofkirche. Damit verschlechterte sich die Lage der Ordensgeistlichkeit. Wegen fehlender Mittel zur Bauunterhaltung brachen wohl schon Teile des Klosterkomplexes in sich zusammen, der Rest wurde vermutlich ein Opfer des Stadtbrandes von 1737. Die Predigerkirche erlitt bei diesem Brand nur geringe Schäden am Turm, während die Mehrzahl der angrenzenden Gebäude und Nachbarkirchen ausbrannten.
Das Gotteshaus diente in der Zeit der Napoleonischen Kriege 1806 den Franzosen als Kriegsgefangenenlager und Heumagazin, was zu Beschädigungen, Inventarverlust und Verwüstung der Ausstattung mit Plastiken und Gemälden führte. 1808 konnte wieder ein regelmäßiger Gottesdienst stattfinden. 1811 wurde die Kirche dann „auf Befehl des Kaisers“ Napoleon Bonaparte, dessen „Domäne“ Erfurt war, zum Verkauf auf Abriss ausgeschrieben. Es meldete sich kein Käufer. Später setzte sich der preußische Baumeister Karl Friedrich Schinkel für das Bauwerk ein.

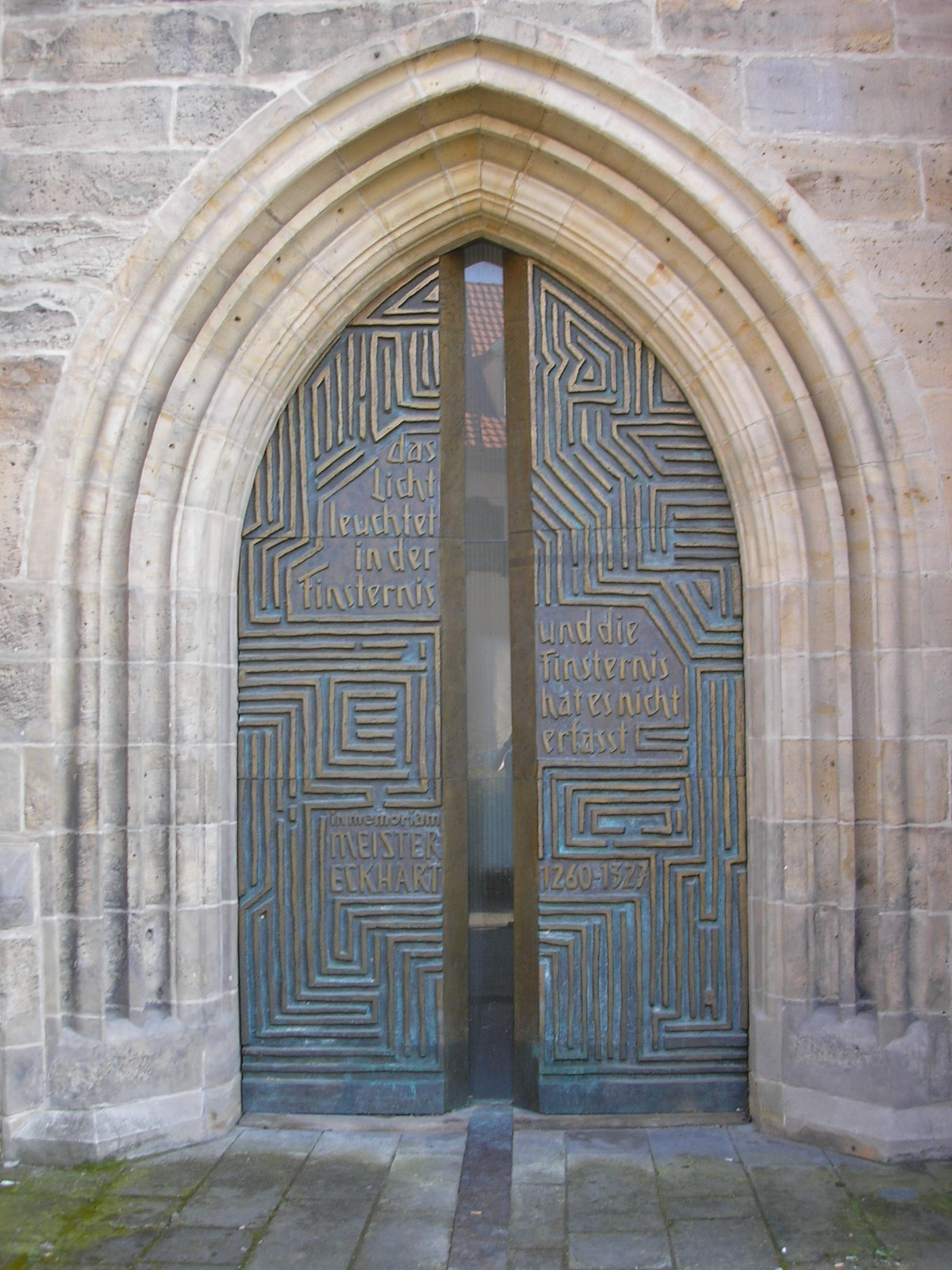
Das Meister-Eckhart-Portal

Um 1826 erfolgte eine Instandsetzung, 1874 bis 1908 die generelle innere und äußere Sanierung.
Die Glasfenster im Hohen Chor schuf 1897–1898 der Glasmaler Alexander Linnemann aus Frankfurt.
1850 war die Predigerkirche zunächst als Tagungsstätte des Erfurter Unionsparlaments vorgesehen, das dann jedoch im Augustinerkloster tagte. Als die Deutsche Nationalversammlung im Januar 1919 vor der blutigen Revolution in Berlin ausweichen musste, wurde auch Erfurt mit seiner Predigerkirche als Alternative in Betracht gezogen.
In der Zeit des Nationalsozialismus war auch die Predigergemeinde Schauplatz des Kirchenkampfes. Von 1938 bis 1945 war Gerhard Gloege, ein führendes Mitglied der Bekennenden Kirche, Pfarrer an der Predigerkirche.
Bei den Luftangriffen auf Erfurt 1944–45 erlitt die Kirche indirekte Schäden mit Zerstörung der Fenster und weitgehender Dachabdeckung. Für einige Zeit war sie schutzlos der Witterung ausgesetzt, bis erste Sicherungsmaßnahmen einsetzten. Auf Initiative von Pfarrer Benckert fertigte der Erfurter Meister Heinz Hajna zwischen 1946 und 1950 vier farbige „Trümmerfenster“ aus Scherben von Fenstern kriegszerstörter deutscher evangelischer Kirchen. Eine umfassende Rekonstruktion der Kirche, die schon vor dem Krieg vorgesehen war, erfolgte von 1960 bis 1964 unter Leitung der Restauratorin Käthe Menzel-Jordan. Bei Erneuerung des Fußbodens wurden mehr als 150, davon 80 noch gut erhaltene großformatige Sandsteingrabplatten aus dem 14. bis 18. Jahrhundert freigelegt, die in drei Schichten abgelegt den Unterbau des um 1900 erneuerten Fußbodens gebildet hatten. Darunter kamen noch mehrere intakte Bestattungen mit teilweise mumifizierten Toten zum Vorschein. Viele dieser Steine zeigten Merkmale einer Mehrfachbenutzung, Bilder und Schrift belegen meist Stifter aus Erfurter Patrizier-Familien.
Während der Friedlichen Revolution 1989–90 kamen die Erfurter auch in der Predigerkirche zusammen, bevor sie die Demonstrationszüge durch die Stadt bildeten. Im Oktober fand zweimal ein Plenum des Neuen Forums mit 1750 und 4000 Teilnehmern in der Kirche statt.
Substanzsicherung und Bauwiederherstellung der Kirche wurden nach der politischen Wende verstärkt fortgesetzt.

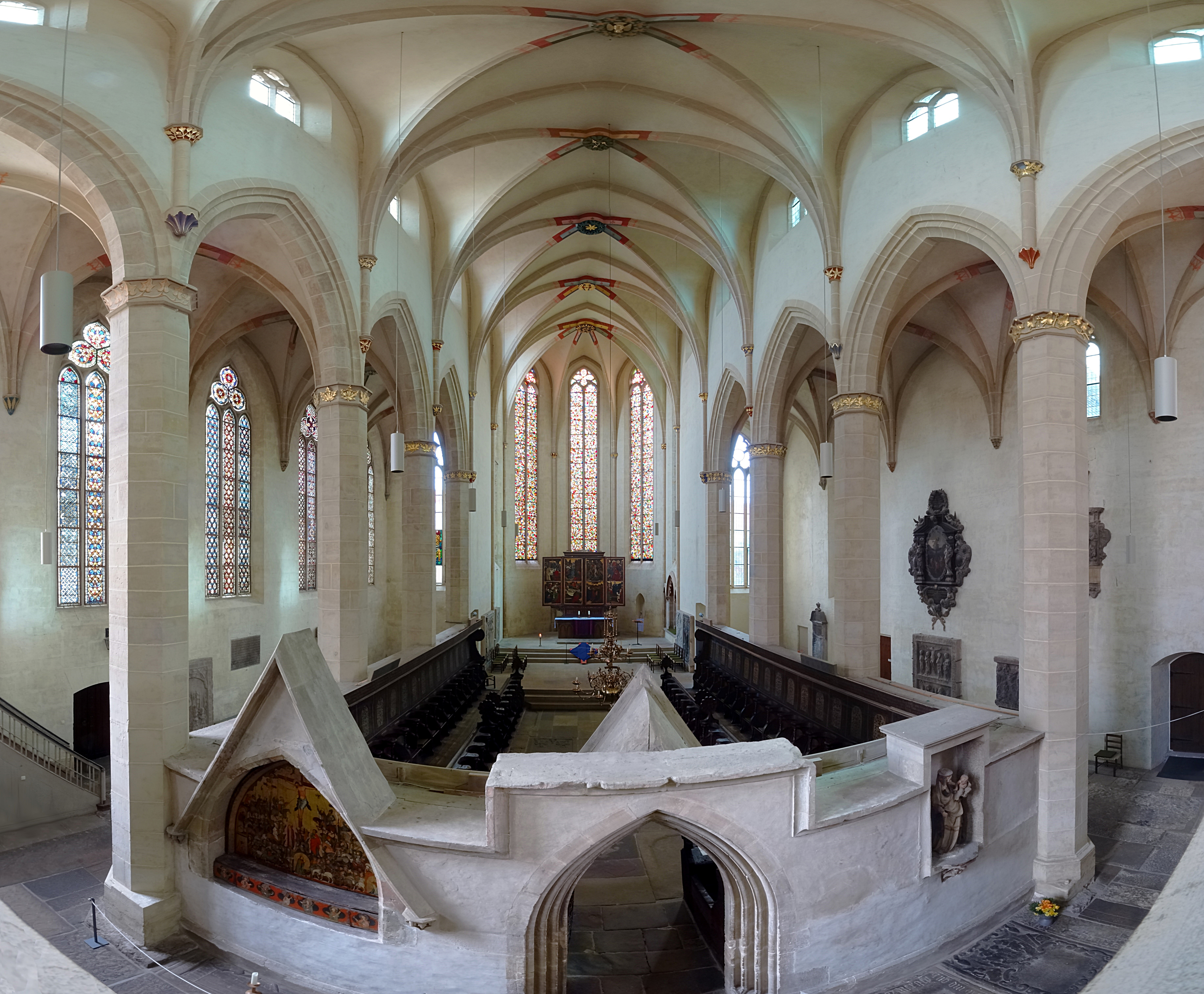
Blick vom Lettner in den Chorraum
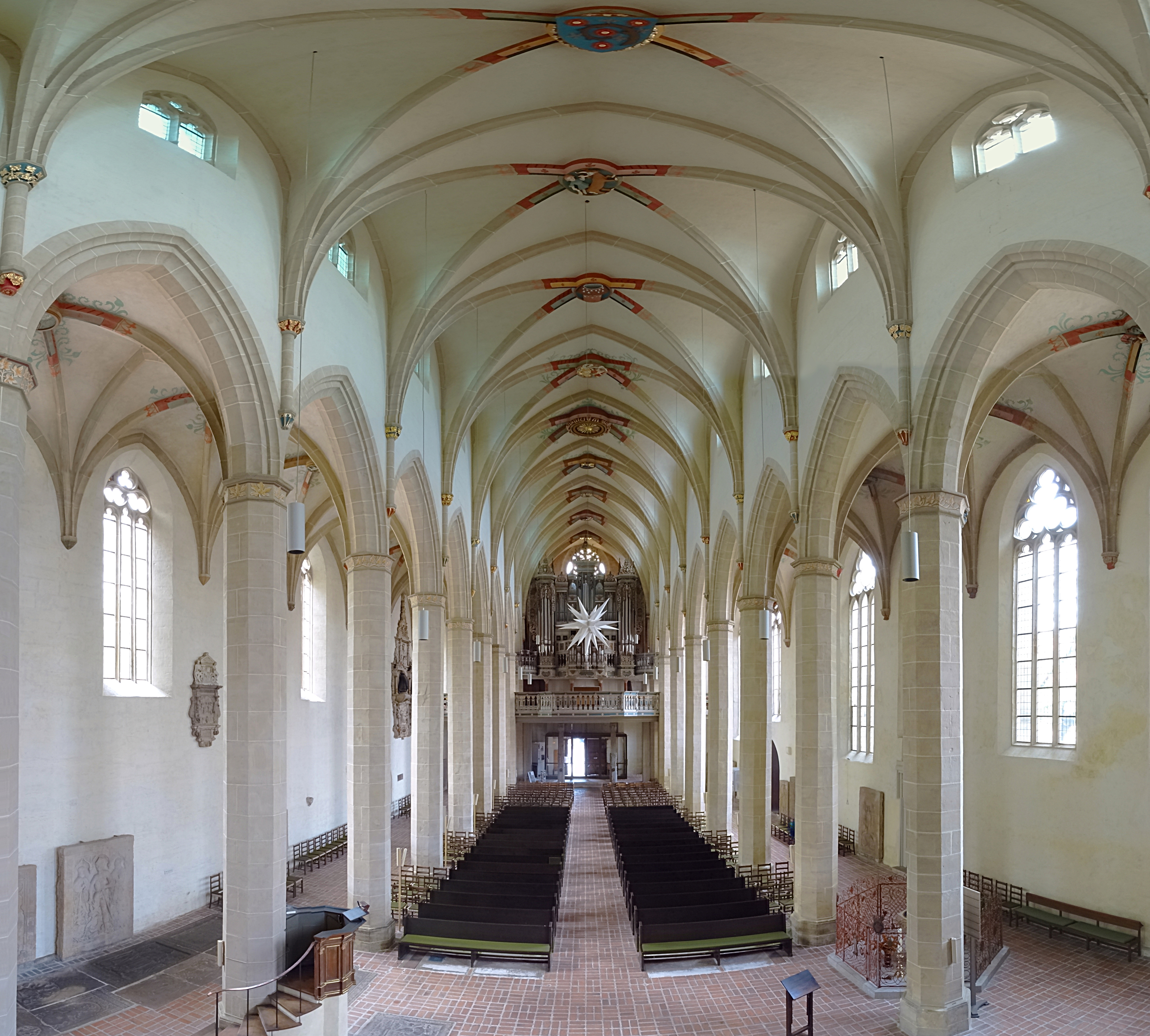
Blick ins Langhaus nach Westen
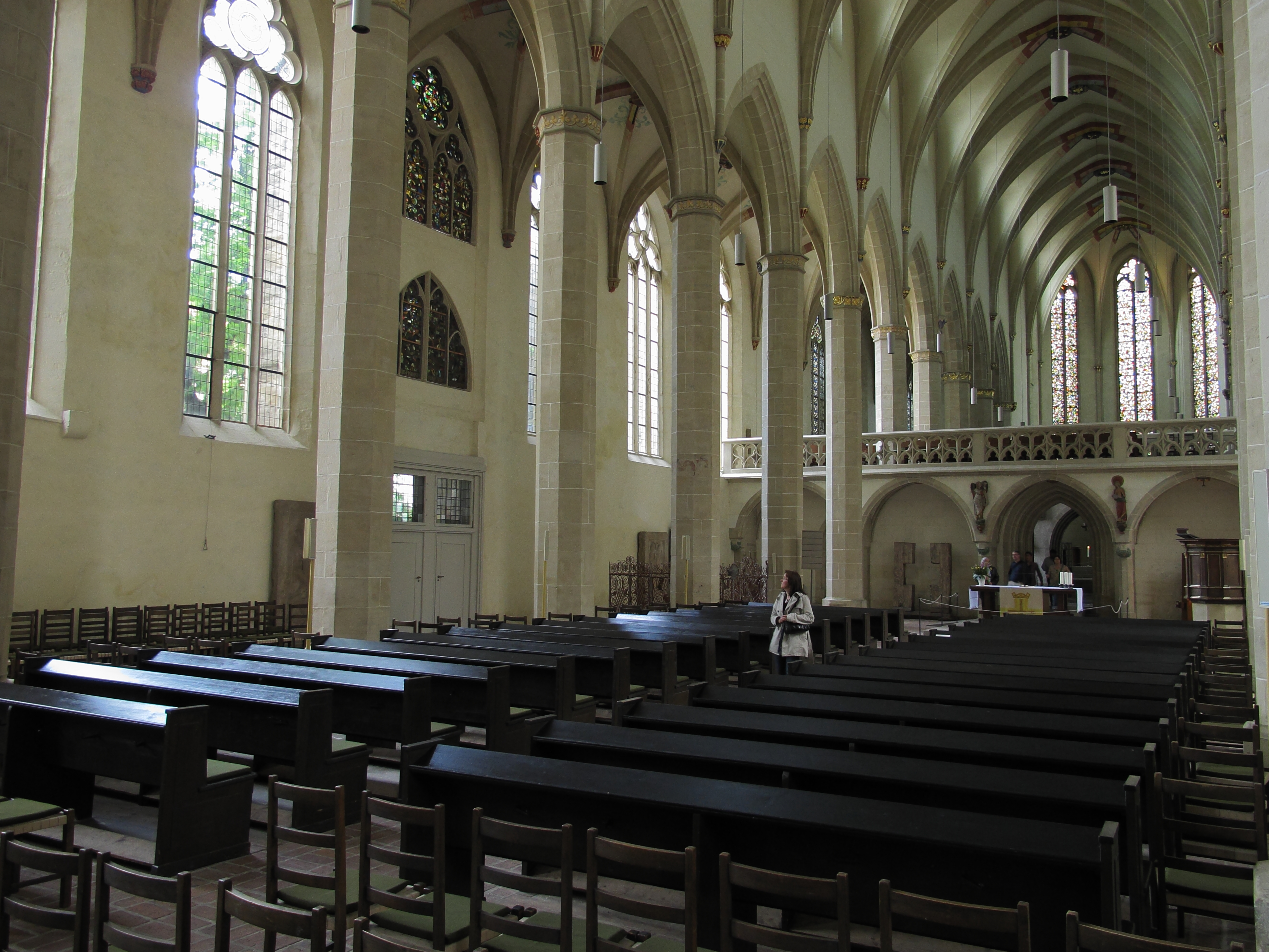
Blick Richtung Lettner und Chorschranke
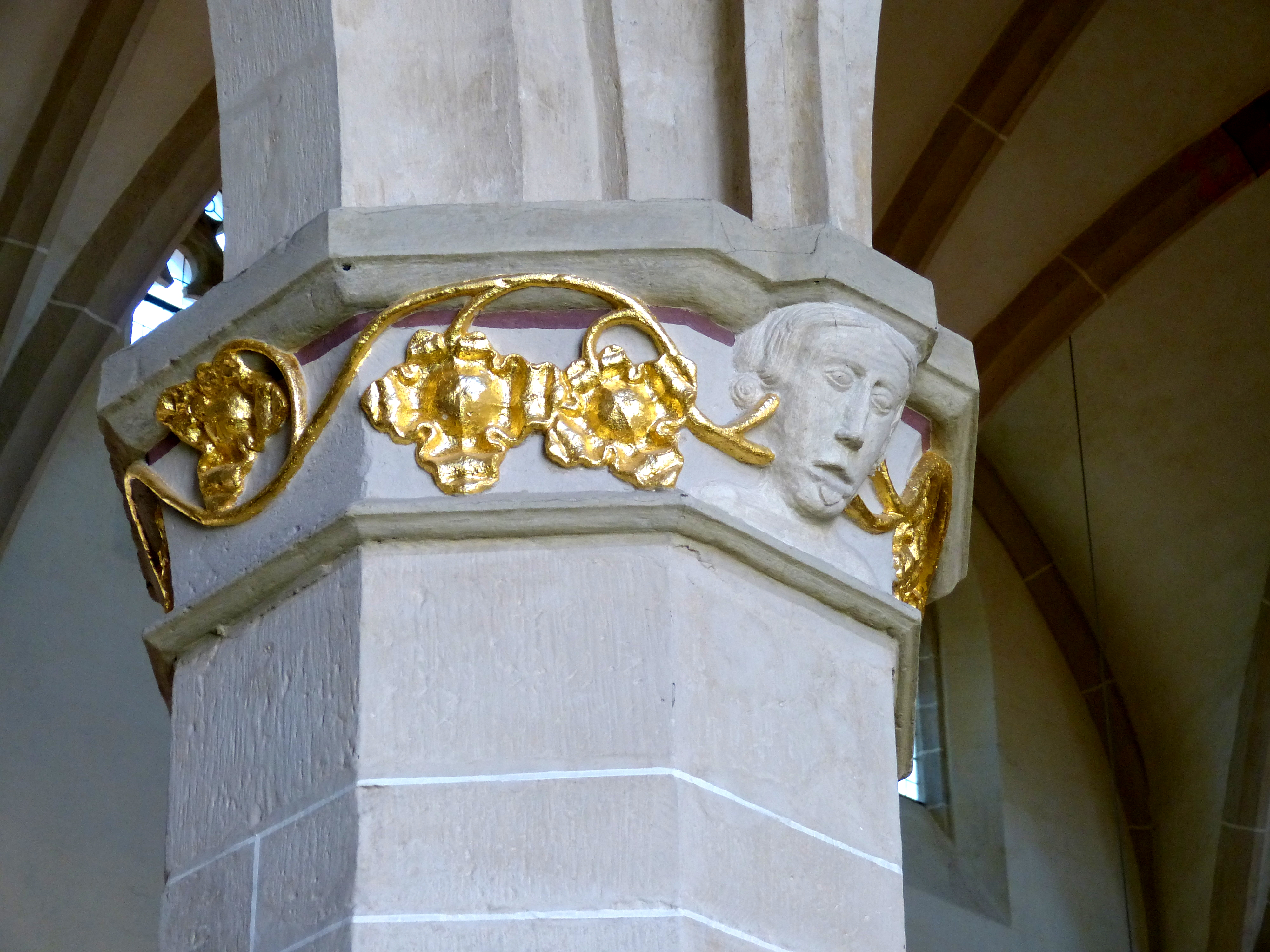
Kapitell mit Blattmaske
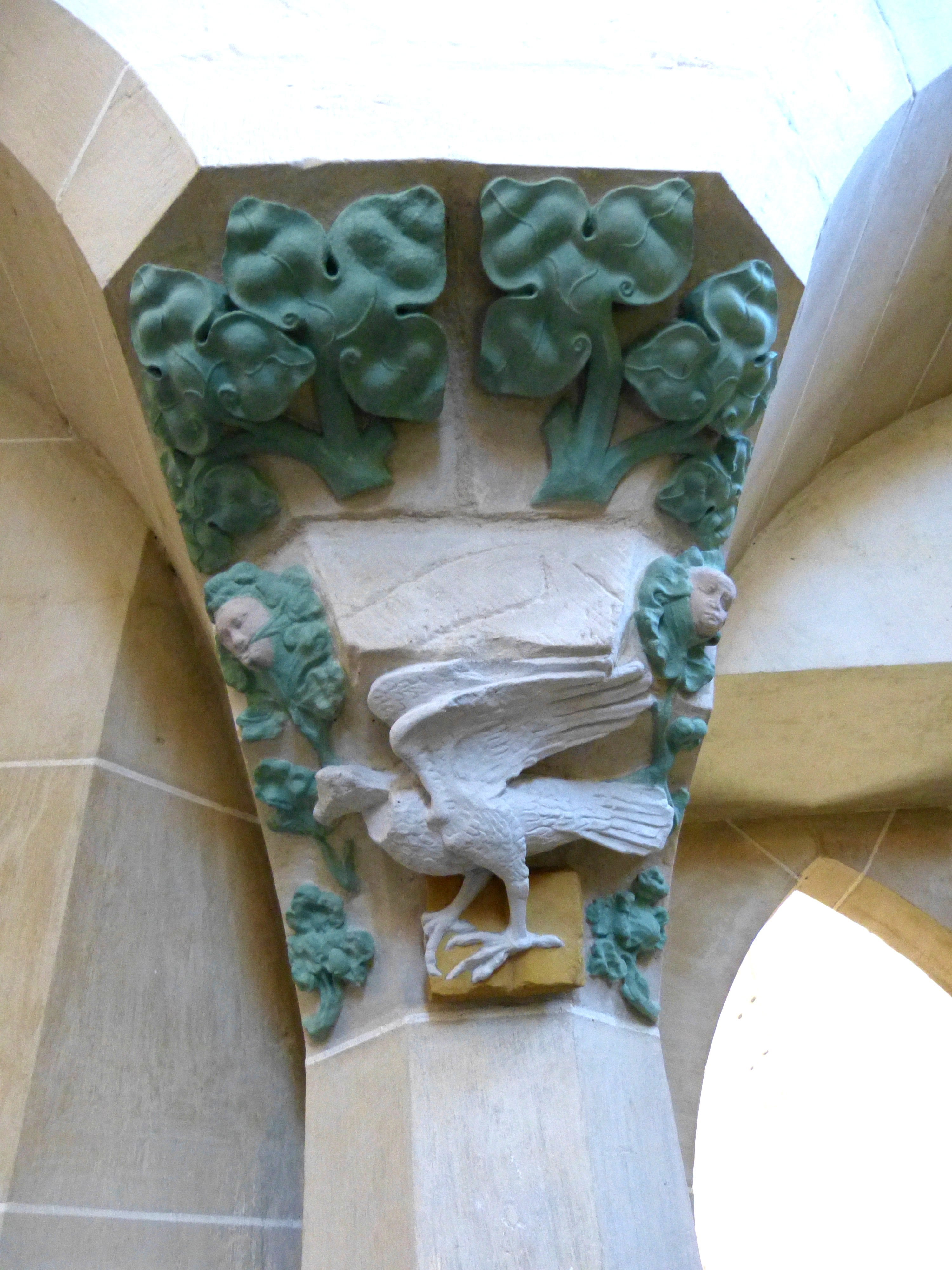
Lettner Kragstein mit Adler des Evangelisten Johannes und Blattmaske
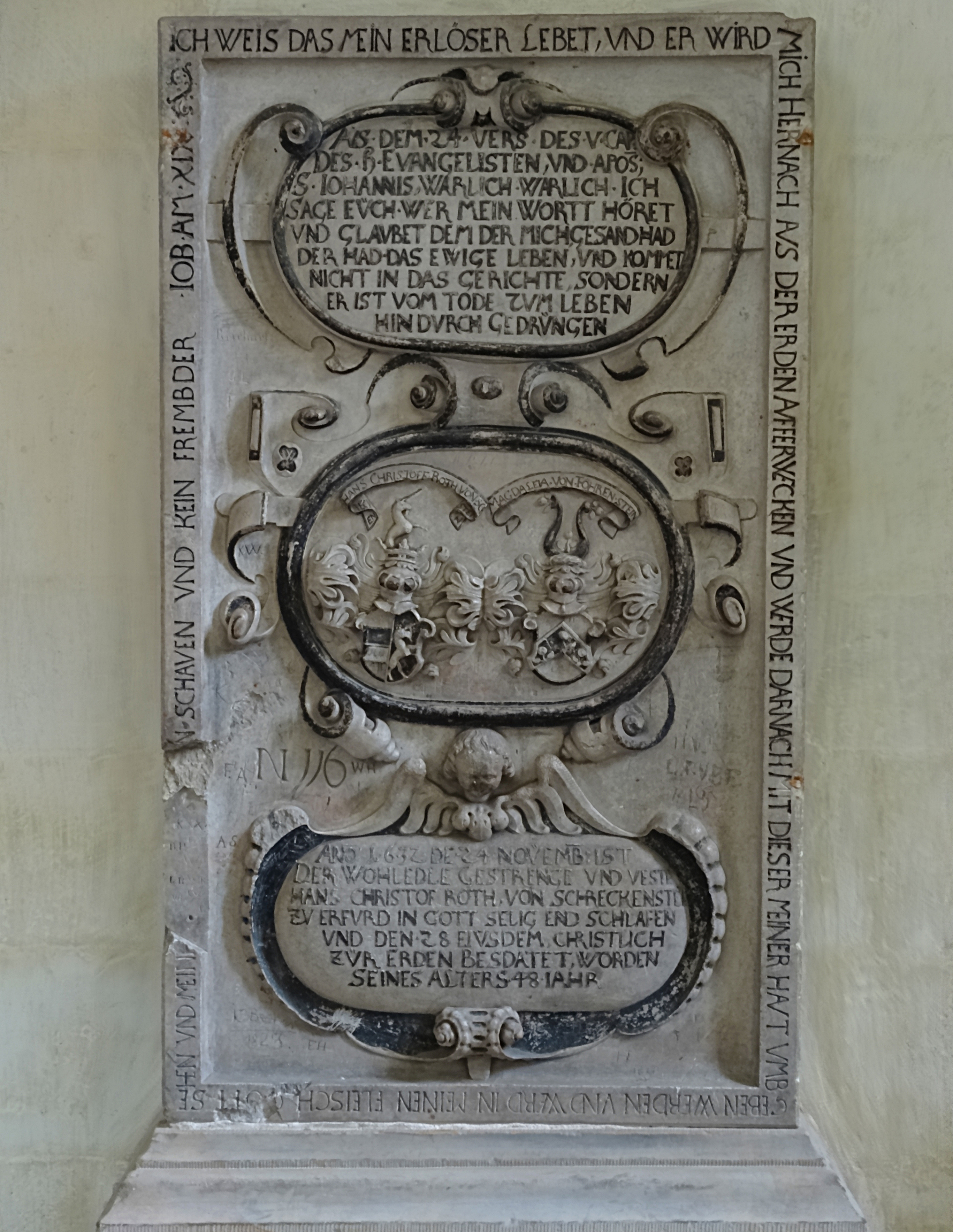
Grabplatte für Hans Christoph Roth von Schreckenstein
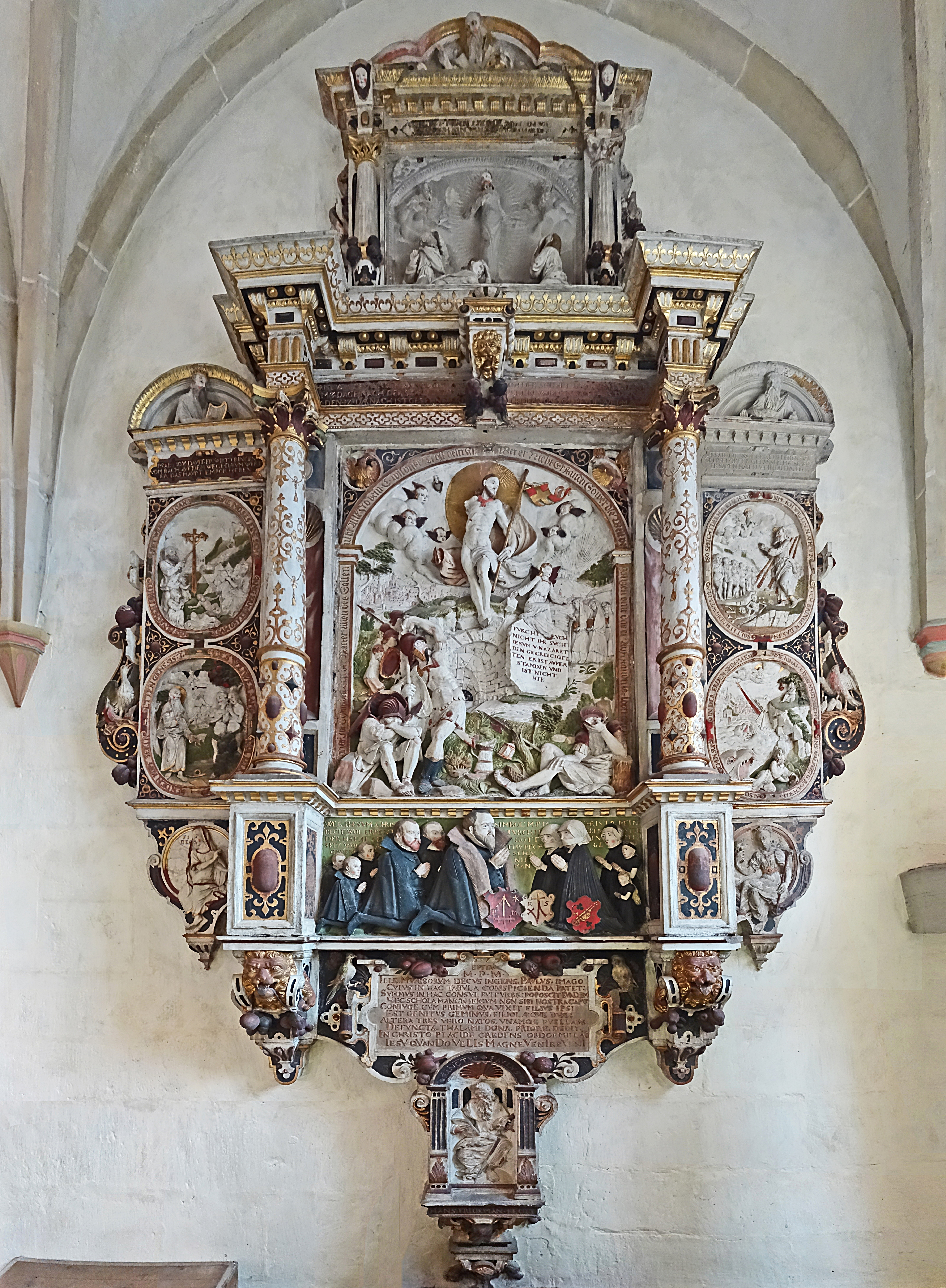
Monumentaler Renaissance-Epitaph für Paul Mues († 1579)
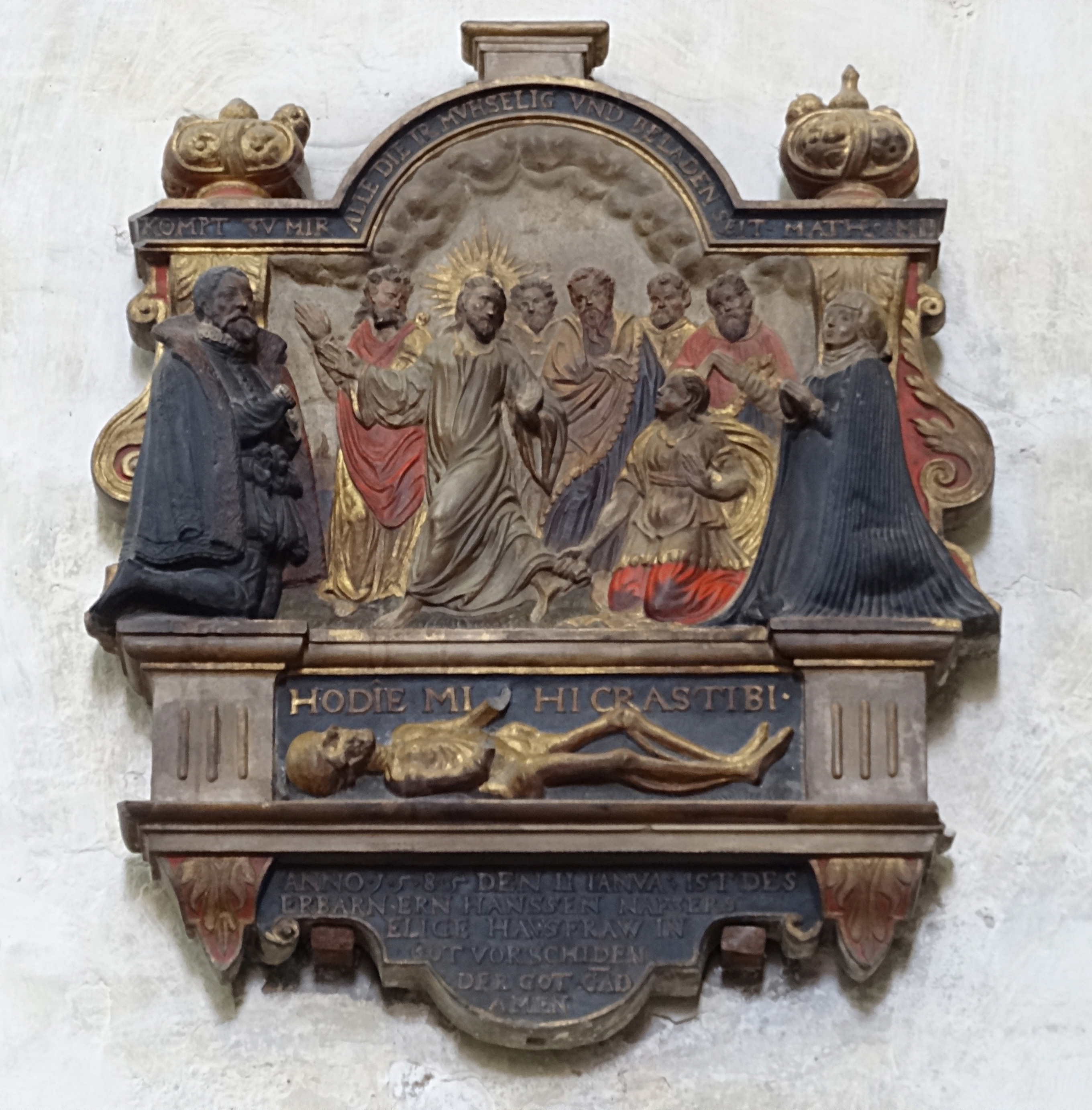
Epitaph für Hanssen Nafzers Ehefrau (1585)
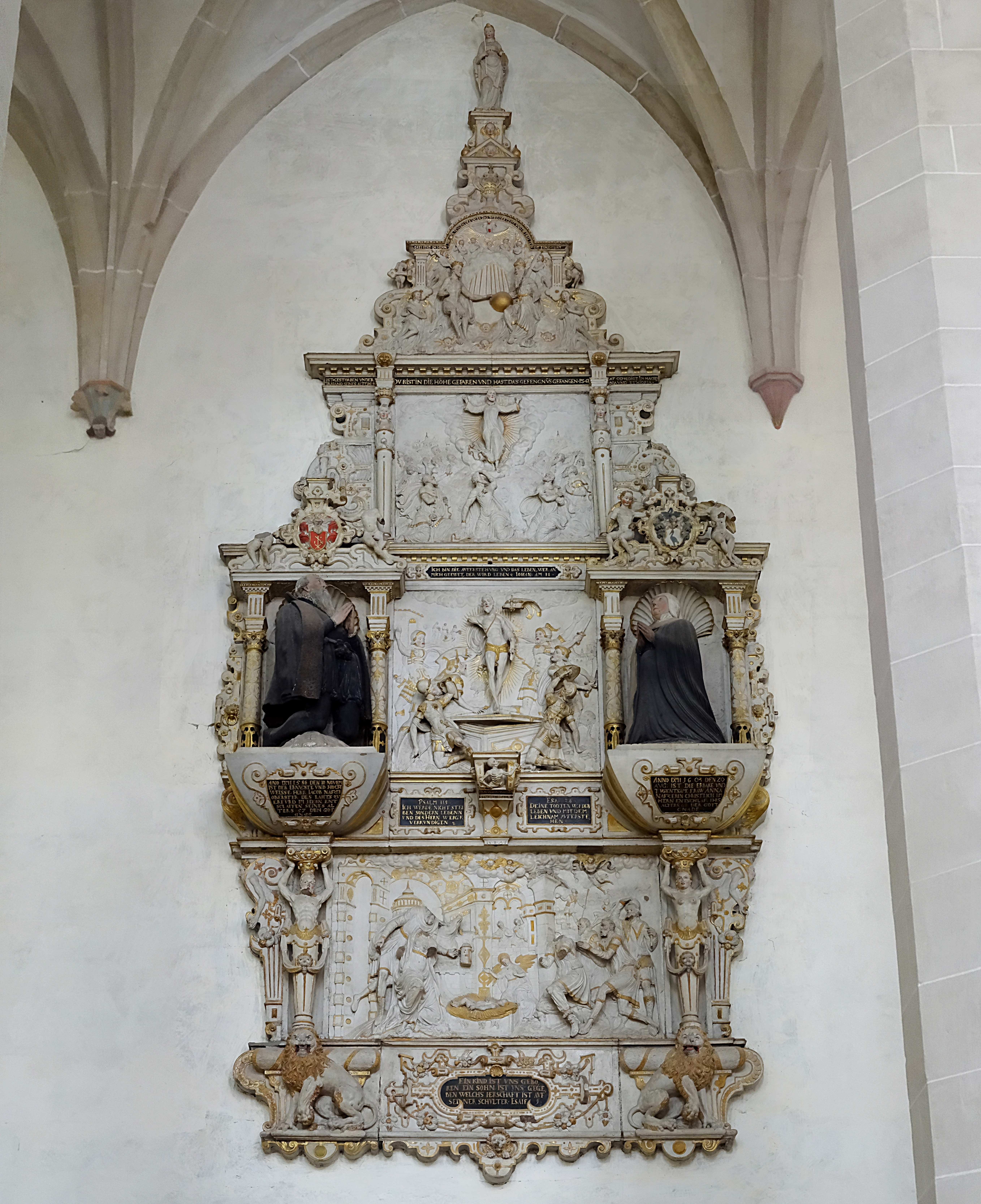
Monumentaler Renaissance-Epitaph für Jacob Nafzer (1586)
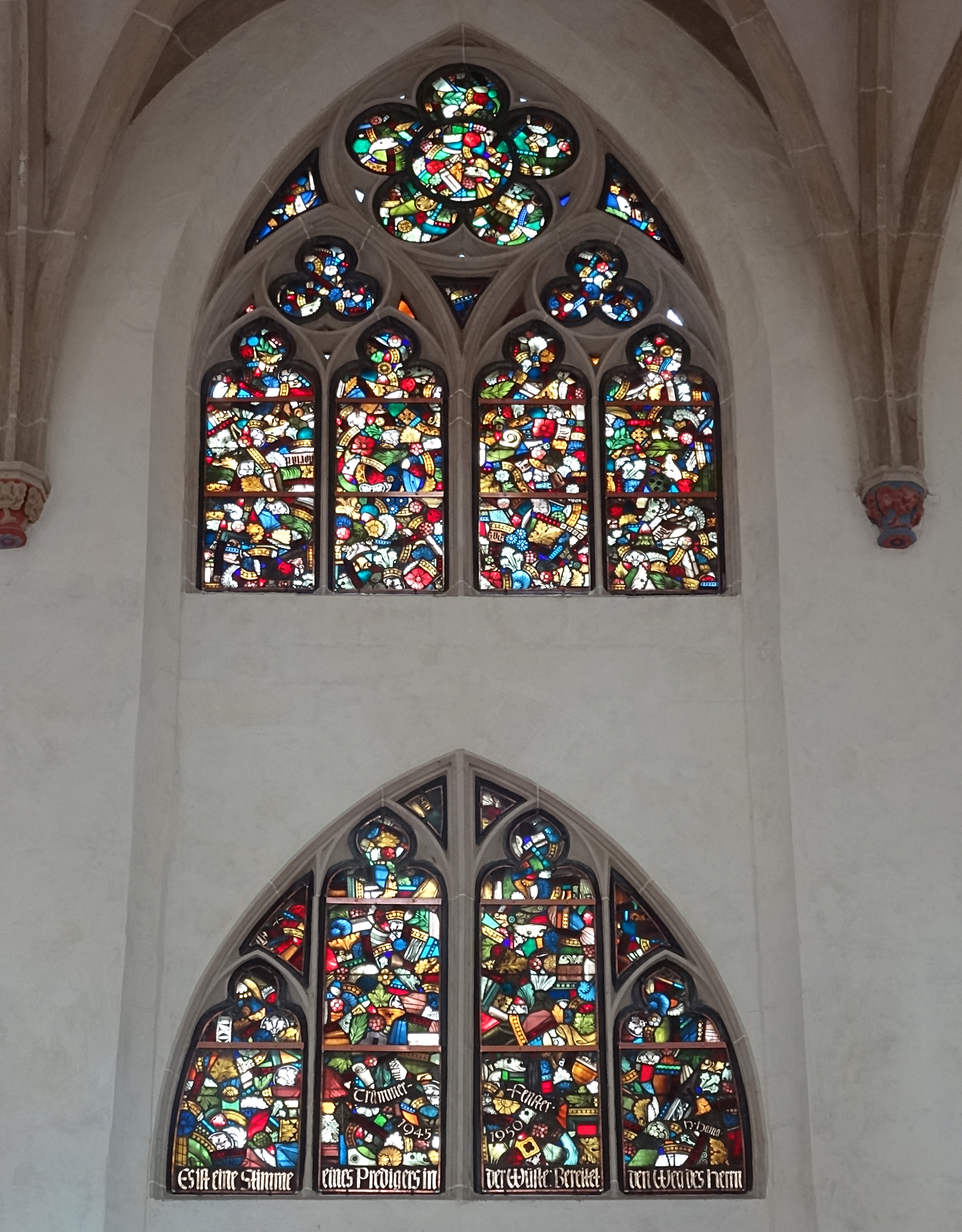
Trümmerfenster über der nördlichen Seitenpforte
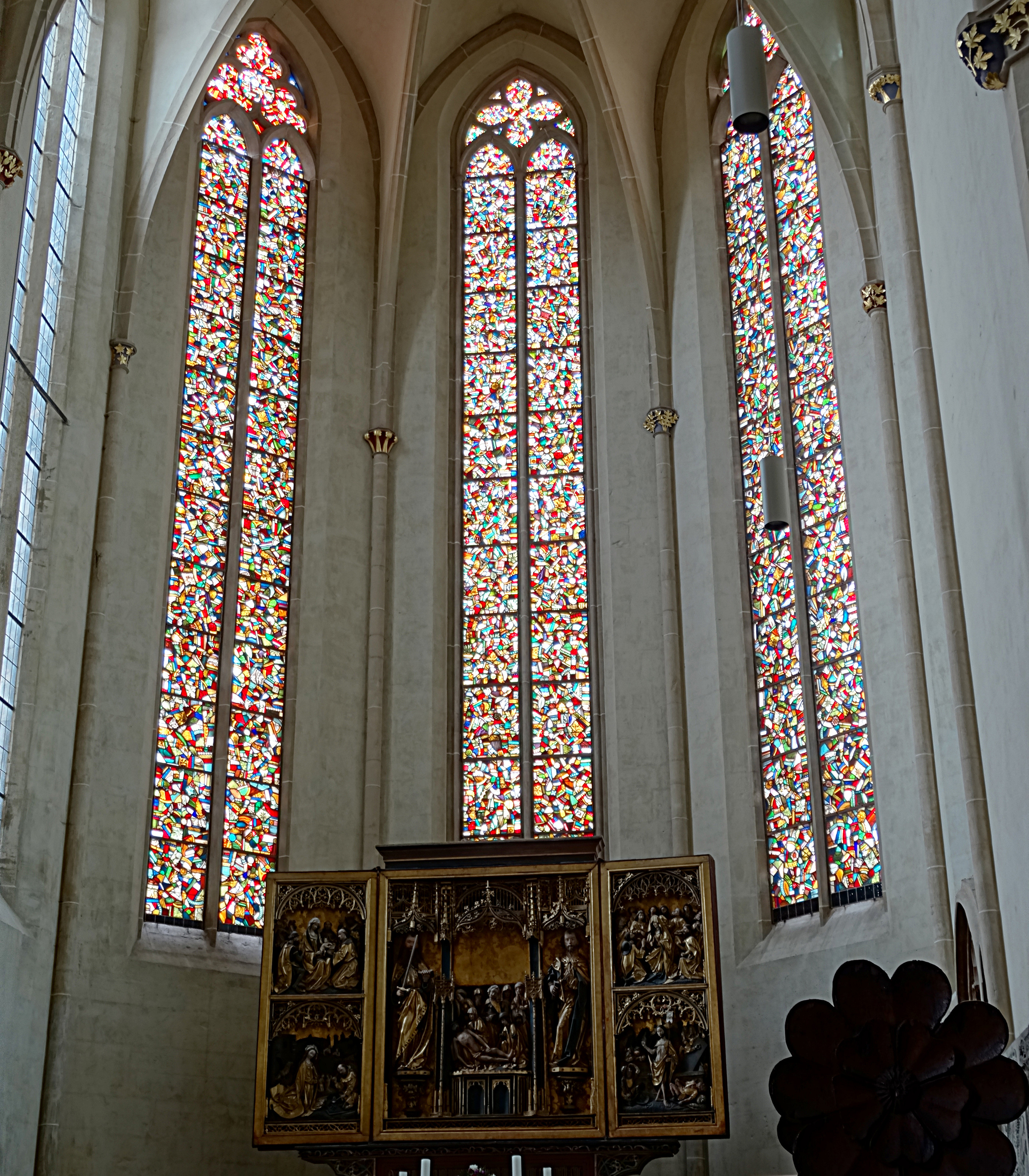
Trümmerfenster im Hohen Chor
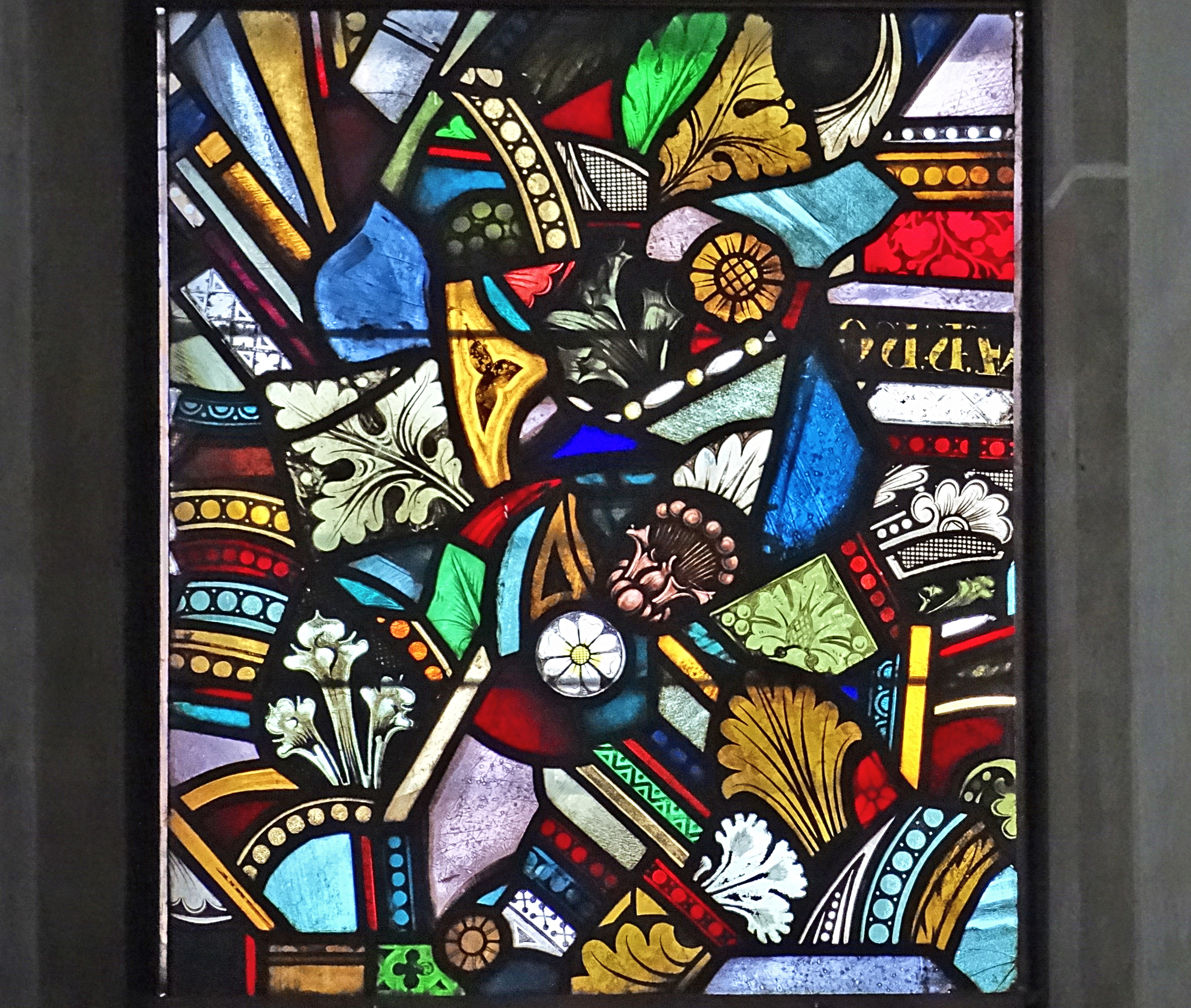
Detail Trümmerfenster

## Baubeschreibung
Der Baukörper der Predigerkirche besitzt eine Längenausdehnung von 76 m und eine Breite von etwa 19 m. Der Chor besitzt eine Breite (am Hochaltar) von 8,75 m. Die durchschnittliche Mauerstärke des Kirchenschiffs beträgt 1 m. Der Haupteingang des in Ost-West-Richtung ausgerichteten Baues liegt auf der Westseite. An der Südostecke befindet sich der Turm und das Kapitelhaus des Klosters. Im Inneren der Kirche tragen 30 achteckige Pfeiler (28 stehen frei) die Last der Hochschiffwände und des Kreuzrippengewölbes. Die Kapitelle zeigen Variationen sehr sorgfältig ausgeführter, flacher Blätterskulpturen; die einander jeweils gegenüberliegenden Kapitelle der Nord- und Südseite zeigen ähnliche Formen. Das Gebäude ist ohne Strebepfeiler errichtet. Die Seitenschiffe haben die halbe Breite des Mittelschiffs (etwa 4 m zu 8,2 m). Zwischen Chor und Mittelschiff steht der Lettner aus dem 15. Jahrhundert.

## Orgel

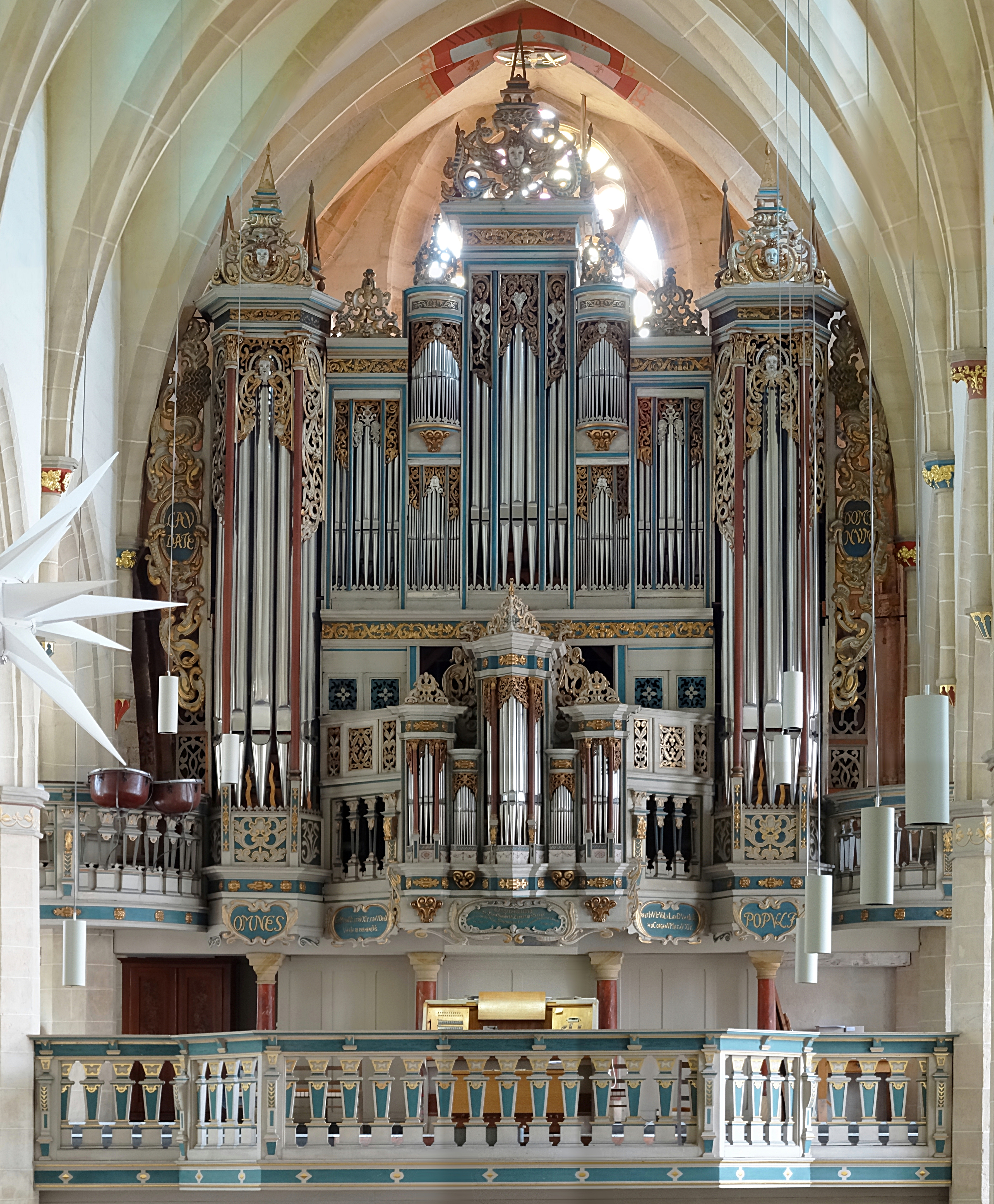
Orgel

Im Jahr 1579 entstand die neue Orgelempore mit einer Orgel von Heinrich Compenius dem Älteren. Dessen Enkel Ludwig Compenius baute 1648 eine Orgel im Barockstil ein, welche u. a. von Johann Bach gespielt wurde. Nach mehreren Umbauten dieser Barockorgel erstellte die Firma E. F. Walcker & Cie. 1898 als Op. 800 ein neues Werk mit 60 Registern und pneumatischen Trakturen, welches in den 1950er Jahren verschlissen war. 1977 schuf die Potsdamer Firma Alexander Schuke ein bereits 1963 in Auftrag gegebenes, neues Orgelwerk hinter dem alten Prospekt von 1648.
Die derzeitige Orgel verfügt über 56 Register mit 4302 Pfeifen. Die Tontrakturen sind mechanisch, die Registertrakturen elektrisch. Seit 1994 ist Matthias Dreißig Organist der Predigerkirche.
Um 2000 erhielt die Orgel eine neue Setzeranlage.
| I Hauptwerk C–a3 |                 |         |
| 1.               | Principal       | 16′     |
| 2.               | Principal       | 08′     |
| 3.               | Koppelflöte     | 08′     |
| 4.               | Viola di Gamba  | 08′     |
| 5.               | Quinte          | 05 1⁄3′ |
| 6.               | Oktave          | 04′     |
| 7.               | Gemshorn        | 04′     |
| 8.               | Quinte          | 02 ⁄3′  |
| 9.               | Oktave          | 02′     |
| 10.              | Groß-Mixtur VI  |         |
| 11.              | Klein-Mixtur IV |         |
| 12.              | Trompete        | 16′     |
| 13.              | Trompete        | 08′     |

| II Schwellwerk C–a3 |              |         |
| 14.                 | Gedackt      | 16′     |
| 15.                 | Principal    | 08′     |
| 16.                 | Holzflöte    | 08′     |
| 17.                 | Spitzgedackt | 08′     |
| 18.                 | Salicional   | 08′     |
| 19.                 | Oktave       | 04′     |
| 20.                 | Nachthorn    | 04′     |
| 21.                 | Rohrnassat   | 02 ⁄3′  |
| 22.                 | Waldflöte    | 02′     |
| 23.                 | Terz         | 01 3⁄5′ |
| 24.                 | Spitzquinte  | 01 ⁄3′  |
| 25.                 | Sifflöte     | 01′     |
| 26.                 | Oberton II   |         |
| 27.                 | Mixtur V     |         |
| 28.                 | Cymbel III   |         |
| 29.                 | Dulcian      | 16′     |
| 30.                 | Oboe         | 08′     |
|                     | Tremulant    |         |

| III Positiv C–a3 |                 |        |
| 31.              | Gedackt         | 08′    |
| 32.              | Quintadena      | 08′    |
| 33.              | Principal       | 04′    |
| 34.              | Rohrflöte       | 04′    |
| 35.              | Sesquialtera II | 02 ⁄3′ |
| 36.              | Oktave          | 02′    |
| 37.              | Spitzflöte      | 02′    |
| 38.              | Quinte          | 01 ⁄3′ |
| 39.              | Scharff V       |        |
| 40.              | Spillregal      | 16′    |
| 41.              | Trichterregal   | 08′    |
|                  | Tremulant       |        |

| Pedal C–f1 |                  |         |
| 42.        | Principal        | 16′     |
| 43.        | Offenbass        | 16′     |
| 44.        | Subbass          | 16′     |
| 45.        | Quinte           | 10 2⁄3′ |
| 46.        | Oktave           | 08′     |
| 47.        | Spitzflöte       | 08′     |
| 48.        | Bass-Aliquote IV |         |
| 49.        | Oktave           | 04′     |
| 50.        | Pommer           | 04′     |
| 51.        | Flachflöte       | 02′     |
| 52.        | Mixtur VI        |         |
| 53.        | Posaune          | 16′     |
| 54.        | Trompete         | 08′     |
| 55.        | Dulcian          | 08′     |
| 56.        | Clairon          | 04′     |

- Koppeln: II/I, III/I, I/P, II/P, III/P
- Spielhilfen: elektronische Setzeranlage, Crescendowalze, Zungeneinzelabsteller, Crescendohebel für Registrant

## Tonträger
- Ludwig Güttler, Friedrich Kircheis: Musik für Trompete und Orgel aus der Predigerkirche zu Erfurt, Eterna Nr. 8 27 695, 1984

## Trivia
Im Jahre 2009 war die Kirche einer der Drehorte des Märchenfilms Der Teufel mit den drei goldenen Haaren.